# موففت (اکلاهما)
موففت(به انگلیسی: Moffett) شهری در ایالت اکلاهما کشور ایالات متحده آمریکا است که جمعیت آن در سرشماری سال ۲۰۱۰ میلادی، ۱۲۸ نفر بوده‌است.